# Dictyna ranchograndei
Dictyna ranchograndei là một loài nhện trong họ Dictynidae.
Loài này thuộc chi Dictyna. Dictyna ranchograndei được Lodovico di Caporiacco miêu tả năm 1955.